# Lindernia congesta
Lindernia congesta är en tvåhjärtbladig växtart som först beskrevs av A. Raynal, och fick sitt nu gällande namn av Eb. Fischer. Lindernia congesta ingår i släktet Lindernia och familjen Linderniaceae. Inga underarter finns listade i Catalogue of Life.